# Neobuodias indicus
Neobuodias indicus är en stekelart som beskrevs av Rao och Nikam 1984. Neobuodias indicus ingår i släktet Neobuodias och familjen brokparasitsteklar. Inga underarter finns listade i Catalogue of Life.